# Xenorhina macrops
Espèce
Synonymes
- Xenobatrachus macrops (Van Kampen, 1913)

Statut de conservation UICN

 LC  : Préoccupation mineure
Xenorhina macrops est une espèce d'amphibiens de la famille des Microhylidae.

## Répartition
Cette espèce est endémique du centre Ouest de la province indonésienne de Papouasie en Nouvelle-Guinée occidentale. Elle est présente entre 1 800 et 2 800 m d'altitude,.

## Publication originale
- Van Kampen, 1913 : Amphibian, gesammelt von der Niederländischen Süd Neu-Guinea-Expedition von 1909-10. Nova Guinea, vol. 9, p. 453-465 (texte intégral).